# Vierge aux anges
La Vierge aux anges ou Madone en gloire est une peinture à l'huile sur bois de l'artiste maniériste Rosso Fiorentino (Giovan Battista di Jacopo, dit Rosso Fiorentino).  Peinture transférée sur toile, elle est conservée dans les collections du musée de l'Ermitage.

## Description et style
L'œuvre se montre totalement novatrice dans la peinture de la Renaissance : comme l'a noté l'expert T. K. Kustodiev, « La peinture de l’Ermitage est une sorte de manifeste d’une nouvelle tendance de l’art florentin, le maniérisme ». Dans cette œuvre, l'artiste rompt de manière décisive avec le canon déjà établi de la Haute Renaissance en une composition extravagante pour l'époque (le maniérisme débute officiellement en 1520, à la mort de Raphaël) . 
La Vierge est assise sur un nuage, elle pose ses pieds sur les anges (des putti), son regard est détourné de l'enfant. Les axes de vues de tous les personnages de l'image sont orientées dans des directions complètement différentes, démontrant une déconnexion émotionnelle complète. L'Enfant lui-même, en dépit de toutes les traditions, est représenté comme un enfant déjà formé de cinq ou six ans. La Vierge Marie émet un rayonnement bleu-vert froid, alors qu'en dessous d'elle,  les anges illuminent une chaude lumière orange.     

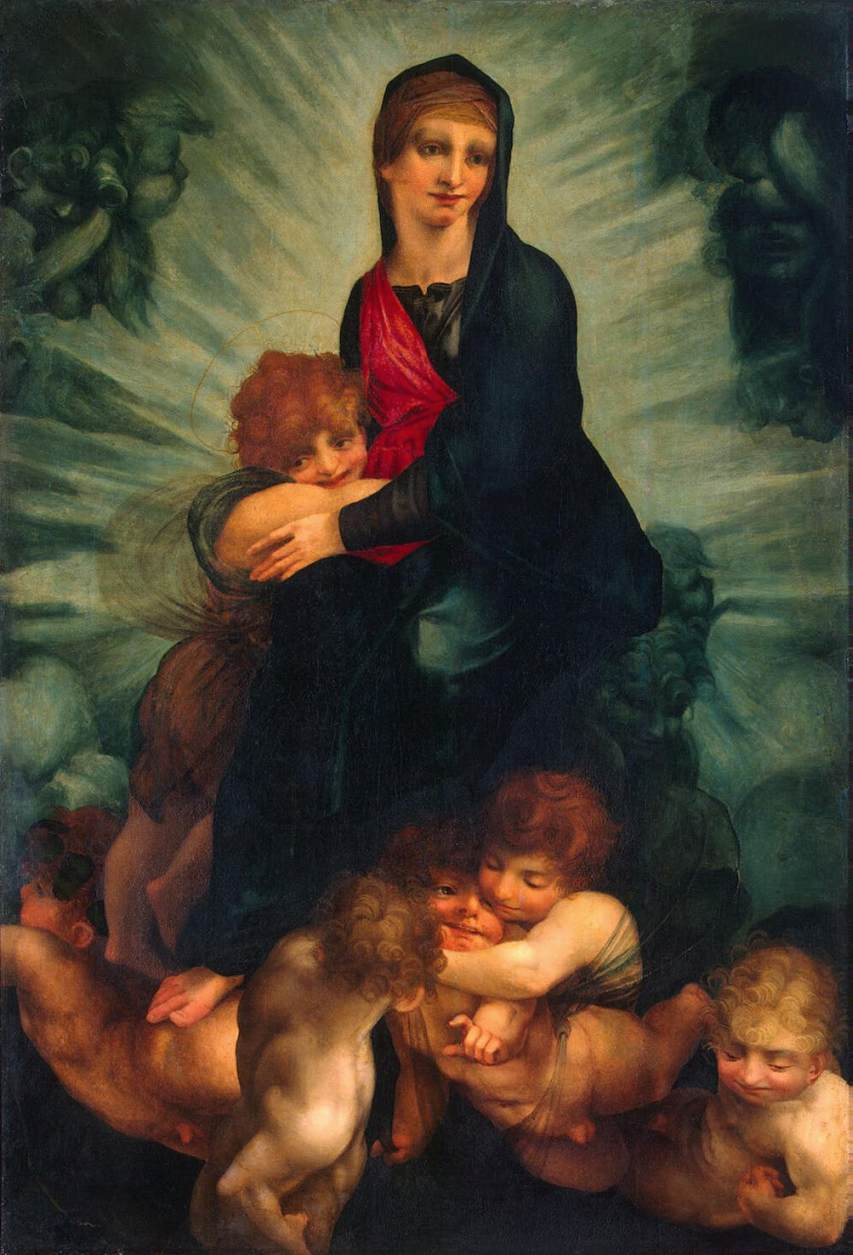
Tableau avant restauration

Ses premiers acquéreurs sont inconnus. Elle a été achetée à Paris pour le musée de l'Ermitage en 1810 avec la médiation de Dominique Vivant Denon, directeur du Louvre. La planche ayant été fortement dévorée par un scarabée, la peinture subit la première restauration en 1862 et fut transférée d'un panneau de bois à une toile. 
Le tableau a de nouveau fait l'objet d'une restauration, à la fin de laquelle, le 14 février 2018, il a été exposé salle Apollo du Palais d'Hiver de Saint-Pétersbourg. L'œuvre a alors été rebaptisée Madone en Gloire. En enlevant l'ancienne laque contaminée, les couleurs de la peinture ont été restaurées d'une manière significative, avec une couronne de laurier qui est apparue sur la tête d'un des putti, et les contours des figures et les détails sont devenus beaucoup plus clairs. 